# Agrotis innotabilis
Agrotis innotabilis là một loài bướm đêm trong họ Noctuidae.